# Poian
Poian (en hongrois: Kézdiszentkereszt) est une commune roumaine du județ de Covasna, dans le Pays sicule, en Transylvanie. Elle est composée des deux villages suivants:
- Belani (Bélafalva)
- Poian, siège de la commune

## Localisation
Poian est située au nord-est du județ de Covasna, à l'est de Transylvanie, au pied des monts Bodoc dans les Carpates orientales, à 44 km de Sfântu Gheorghe (Sepsiszentgyörgy)

## Monuments et lieux touristiques
- Église catholique “Saint Barthélemy” du village de Belani (construite au XVe siècle), monument historique
- Église catholique “Găsirea Sfintei Cruci” du village de Poian (construite en 1717), monument historique
- Église en bois du village de Poian (construite en 1762, monument historique
- Site archéologique Kőhát du village de Poian
- Musée Orbán Lázár du village de Belani
- Monts Bodoc

## Relations internationales
La commune de Poian est jumelée avec:
- Pilisszentkereszt (Hongrie)